# 55 (филм)
Вижте пояснителната страница за други значения на 55.
55 е документален филм от Русия на режисьора Никита Михалков за живота на руския президент Владимир Путин. Посветен е на 55-годишнина от рождението му. Времетраенето на филма е 20 минути.

## Критика
Сред критиците на филма е журналистката Зоя Светова, наричайки го „един вид агитация“, монтиран набързо и лъжлив.